# Cox-Ross-Rubinstein-Modell
Das Cox-Ross-Rubinstein-Modell (kurz CRR-Modell, oft auch: Binomialmodell) ist ein diskretes Modell für die Modellierung von Wertpapier- und Aktienkursentwicklungen. Hierbei werden für jeden Zeitschritt mehrere Entwicklungsmöglichkeiten postuliert und jede mit einer Wahrscheinlichkeit belegt. Die Eingrenzung auf nur zwei Entwicklungsmöglichkeiten wird auch Einperiodenmodell oder Zweiphasenmodell genannt. Es wurde 1979 von John C. Cox, Stephen Ross und Mark Rubinstein entwickelt.
Das Binomialmodell wird als Methode zur Ermittlung von fairen Optionspreisen eingesetzt. Dabei wird das Duplikationsprinzip angewandt, welches in seiner einfachsten Form den Preis der Option bei Kursanstieg und den Preis der Option bei Kursabfall bewertet. Das Binomialmodell lässt sich durch einen Binärbaum graphisch darstellen. Es ist durch seine zeitdiskrete Struktur einfacher in der Anwendung als das Black-Scholes-Modell. Das mehrstufige Binomialmodell ist tatsächlich eine Diskretisierung des Black-Scholes-Modells. Es ist eines der am weitesten verbreiteten Modelle in der Finanzmathematik.

## Definition
Der Ergebnisraum {\displaystyle \Omega } des Cox-Ross-Rubinstein-Modells für {\displaystyle T} Perioden entspricht der Menge der verschiedenen Pfade, {\displaystyle \Omega =\{\uparrow ,\downarrow \}^{T}=\{\omega =\{\omega _{1},\ldots ,\omega _{T}\}\ \vert \ \omega _{i}\in \{\uparrow ,\downarrow \}\}} und die zugehörige σ-Algebra {\displaystyle {\mathcal {F}}={\mathcal {P}}(\Omega )} entspricht der Potenzmenge des Ergebnisraumes. Der kanonische Prozess {\displaystyle Y} ist wie üblich definiert, {\displaystyle Y_{t}(\omega )=\omega _{t}} für beliebiges {\displaystyle \omega \in \Omega }. Die Filtrierung {\displaystyle \mathbb {F} } des dem CRR-Modells unterliegenden filtrierten Wahrscheinlichkeitsraumes entspricht der kanonischen Filtrierung von {\displaystyle Y}. Es wird angenommen, dass jedes Ergebnis {\displaystyle \omega } mit strikt positiver Wahrscheinlichkeit eintritt. Weiter sei der Preisprozess ein {\displaystyle 2}-dimensionaler stochastischer Prozess, wobei das erste Element {\displaystyle B} eine risikolose Anlage mit Zinsrate {\displaystyle r>-1} darstellt und das zweite Element {\displaystyle S} eine risikobehaftete Anlage. Dabei ist {\displaystyle S} definiert zu Beginn durch einen Startwert {\displaystyle S_{0}} und zu jedem Zeitpunkt {\displaystyle t\in \{1,\ldots ,T\}} durch {\displaystyle S_{t}=S_{0}\prod _{s=1}^{t}(1+R_{s})}wobei der Prozess {\displaystyle R} definiert ist durch {\displaystyle R_{s}(\omega )={\begin{cases}o\qquad \mathrm {wenn} \ Y_{s}(\omega )=\uparrow \\u\qquad \mathrm {wenn} \ Y_{s}(\omega )=\downarrow \end{cases}}}mit {\displaystyle o>u>-1} die prozentualen Veränderungen („nach oben“ bzw. „nach unten“) des Wertes von {\displaystyle S} zwischen zwei konsekutiven Zeitpunkten.

## Eigenschaften
Satz Das Binomialmodell ist genau dann arbitragefrei, wenn {\displaystyle u<r<o}. In diesem Falle ist es sogar vollständig. Unter dem eindeutigen Martingalmaß {\displaystyle \mathbb {P} ^{\ast }}sind {\displaystyle Y_{1},\ldots ,Y_{T}} bzw. {\displaystyle R_{1},\ldots ,R_{T}} unabhängig und identisch verteilte Zufallsvariablen und es gilt {\displaystyle \mathbb {P} ^{\ast }[Y_{t}=\uparrow ]=\mathbb {P} ^{\ast }[R_{t}=o]=p^{\ast }={\frac {r-u}{o-u}}}
für alle {\displaystyle t\in \{1,\ldots ,T\}}.
Bemerkung Tatsächlich würde im Falle {\displaystyle r\geq o} die risikolose Anlage {\displaystyle B} so attraktiv werden, dass ein Arbitrageur eine unbegrenzt große ungedeckte Shortposition in der risikobehafteten Anlage {\displaystyle S} eingehen würde, um damit eine unbegrenzt große Longposition in {\displaystyle B} aufbauen zu können. Im Falle {\displaystyle r\leq u} würde hingegen {\displaystyle S} so attraktiv werden, dass der Arbitrageur eine unbegrenz große Longposition darin halten würde, die er durch eine unbegrenzt große ungedeckte Shortposition in {\displaystyle B}, das wäre also eine Kreditaufnahme, finanzieren würde.
Korollar. In einem arbitragefreien Binomialmodell ist der Wertprozess {\displaystyle W} eines Derivats {\displaystyle H} und die duplizierende Handelsstrategie {\displaystyle \xi } gegeben durch {\displaystyle \mathbb {E} ^{\ast }[H\vert {\mathcal {F}}_{t}]=W_{t}=W_{0}+\sum _{s=1}^{t}\xi _{s}(X_{s}-X_{s-1})=w_{t}(X_{0},\ldots ,X_{t})}für alle {\displaystyle t\in \{0,\ldots ,T\}}, wobei{\displaystyle w_{t}(X_{0},\ldots ,X_{t})=\mathbb {E} ^{\ast }{\Bigg [}h{\Bigg (}x_{0},\ldots ,x_{t},x_{t}{\frac {X_{1}}{X_{0}}},\ldots ,x_{t}{\frac {X_{T-t}}{X_{0}}}{\Bigg )}{\Bigg ]}}und {\displaystyle H=h(X_{0},\ldots ,X_{T})}. Überdies gilt die Rekursion {\displaystyle w_{t}(x_{0},\ldots ,x_{t})=p^{\ast }w_{t+1}(x_{0},\ldots ,x_{t},x_{t}(1+o))+(1-p^{\ast })w_{t+1}(x_{0},\ldots ,x_{t},x_{t}(1+u))}mit Endbedingung {\displaystyle w_{T}(x_{0},\ldots ,x_{T})=h(x_{0},\ldots ,x_{T})} und die duplizierende Handelsstrategie {\displaystyle \xi } ist durch {\displaystyle \xi _{t}=\Delta _{t}(X_{0},\ldots ,X_{t-1})} gegeben, wobei {\displaystyle \Delta _{t}(x_{0},\ldots ,x_{t-1})={\frac {w_{t}(x_{0},\ldots ,x_{t-1},x_{t-1}(1+o))-w_{t}(x_{0},\ldots ,x_{t-1},x_{t-1}(1+u))}{x_{t-1}(o-u)}}}Bemerkung. Unter dem wahren Wahrscheinlichkeitsmaß {\displaystyle \mathbb {P} } kann die erste Bewegung {\displaystyle Y_{1}} theoretisch die letzte Bewegung {\displaystyle Y_{T}} beträchtlich beeinflussen. Unter dem äquivalenten Martingalmaß {\displaystyle \mathbb {P} ^{\ast }}hingegen sind die Zeitzustandsentwicklungen {\displaystyle Y_{t}} u.i.v.

## Anwendung

### Risikoneutrale Bewertung

Binärbaum eines Einperiodenmodells mit den Parametern o=2 und u=0,5 sowie den Wahrscheinlichkeiten p und 1-p

Das Binomialmodell lässt sich zur risikoneutralen Bewertung mittels äquivalenter Martingalmaße nutzen. Die Bewertung wird so vorgenommen, dass die Marktteilnehmer risikoneutral seien. Der aktuelle Aktienkurs wird als diskontierter Erwartungswert zukünftiger Aktienkurse verstanden.
{\displaystyle S_{0}=\mathbb {E} {\Bigg [}{\frac {S_{T}}{(1+r)^{T}}}{\Bigg ]}={\frac {pS^{\uparrow }+(1-p)S^{\downarrow }}{(1+r)^{T}}}}Der Aktienpreis zum Endzeitpunkt ist per definitionem entweder {\displaystyle S^{\uparrow }=S_{0}(1+o)} oder {\displaystyle S^{\downarrow }=S_{0}(1+u)}. Indem wir die Gleichung nach der Wahrscheinlichkeit {\displaystyle p}, dass der Aktienpreis steigt, isolieren, erhalten wir
{\displaystyle p={\frac {(1+r)^{T}-(1+u)}{o-u}}}bzw. für die Wahrscheinlichkeit, dass der Aktienpreis fällt,
{\displaystyle (1-p)={\frac {1+o-(1+r)^{T}}{o-u}}}Analog erhalten wir für den risikoneutral bewerteten Preis der Kaufoption
{\displaystyle C_{0}={\frac {pC^{\uparrow }+(1-p)C^{\downarrow }}{(1+r)^{T}}}}
bzw. der Verkaufsoption
{\displaystyle P_{0}={\frac {pP^{\uparrow }+(1-p)P^{\downarrow }}{(1+r)^{T}}}}

### Optionspreisbestimmung
Zur Bewertung einer Option werden zunächst die Rückzahlungen in der Folgeperiode betrachtet. Im Fall des Kaufs einer Kaufoption wird die Option bei gestiegenem Kurs ausgeübt. Dann erhält der Käufer eine Rückzahlung (wenn ein Barausgleich vereinbart war) oder er erhält die Aktie zum Bezugspreis und kann sie zum höheren Kurs veräußern. Ist dagegen der Aktienkurs unter den Bezugspreis gefallen, lässt der Käufer die Option verfallen; er erhält dann keine Auszahlung.

#### Beispiel im Einperiodenmodell
Angenommen, eine Aktie kostet 10 € zu einem festgelegten Startzeitpunkt. Zusätzlich wird eine Kaufoption zur Aktie gehandelt. In einem Jahr kann die Aktie entweder 11 € (Optionswert beträgt dann 1 €) oder 9 € (Optionswert ist dann null) wert sein. Wir möchten den Preis {\displaystyle C_{0}} der Kaufoption zum Startzeitpunkt bestimmen. Zu diesem Zweck wird ein Portfolio mit {\displaystyle x} Aktien long und einer Kaufoption short (d. h. wird also eine Kaufoption veräußert) gebildet. Der Barwert des Portfolios erfüllt als die Gleichung {\displaystyle W_{0}=10x-C_{0}}
Die Anzahl {\displaystyle x} der Aktien, wofür das Portfolio in beiden Möglichkeiten denselben Wert annimmt, ist unabhängig von deren Eintrittswahrscheinlichkeit risikolos. Das bedeutet zum Endzeitpunkt gilt {\textstyle 11x-1=9x} woraus folgt, dass {\textstyle x={\frac {1}{2}}}. In beiden Situationen ist der Portfoliowert zum Endzeitpunkt 4,5 €. Der Barwert des Portfolios zum Startzeitpunkt (bei Annahme eines risikolosen Zinses von 3 % p. a.) ist {\textstyle W_{0}=4{,}5e^{-0{,}03}=4{,}367} €.
Der Optionspreis {\displaystyle C_{0}} zum Startzeitpunkt lässt sich dann mittels eines der beiden Szenarien (beliebig gewählt) bestimmen, z. B. {\displaystyle 4{,}367{\;{\overset {!}{=}}\;}W_{0}=10\cdot {\frac {1}{2}}-C_{0}=5-C_{0}}Der Optionspreis beträgt zum Startzeitpunkt somit {\displaystyle C_{0}=0{,}633}€.

#### Beispiel im mehrstufigen Binomialmodell für europäische Optionen

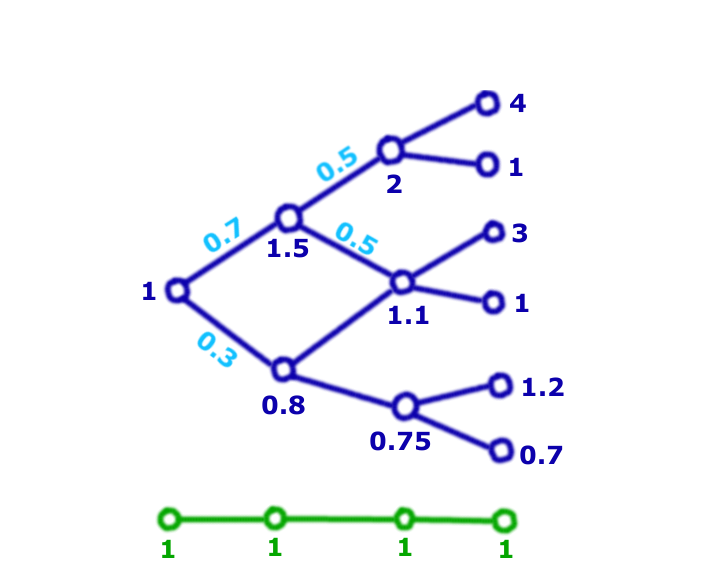
Rekombinierender Baum eines mehrstufigen Binomialmodells mit einem konstanten Bankkontoprozess (r=0)

Das Einperiodenmodell kann natürlich verfeinert werden, indem man die Zeitintervalle verkürzt und mehrere Zeitpunkte betrachtet. Außerdem können auch mehrere mögliche Zustände betrachtet werden. In einem solchen mehrstufigen Binomialmodell dürfen sich Aktienkurse zwischen zwei aufeinanderfolgenden Zeitpunkten ändern. Im mehrstufigen Binomialmodell muss zwischen europäischen und amerikanischen Optionen unterschieden.
Beim mehrstufigen Binomialmodell unterscheidet man rekombinierende von nicht rekombinierenden Bäumen. Nicht rekombinierende Bäume sind erforderlich bei pfadabhängigen Optionen (wie Barriere-Optionen oder asiatische Optionen). Die Umschichtung zu jedem Zeitpunkt muss durch eine selbstfinanzierende Strategie erfolgen.
Betrachte zum Startzeitpunkt {\displaystyle t=0} eine risikolose Anlage mit Momentanzinssatz {\displaystyle r=0,05}, eine Aktie mit Startwert bei 50 € und eine binäre Option {\displaystyle C^{b}} mit Auszahlung von 1 € wenn der Aktienkurs gestiegen ist und null wenn der Aktienkursgefallen ist.
Angenommen, zum ersten Zeitpunkt {\displaystyle t=1} nach dem Startzeitpunkt kann die Aktie entweder 54 € oder 49 € wert sein. Dann muss im Rahmen der risikoneutralen Bewertung gelten, dass {\textstyle (54q_{0}+49(1-q_{0}))/(1+r)=50}. Dadurch lässt die Wahrscheinlichkeit für einen Kursanstieg berechnen {\displaystyle q_{0}={\frac {50\cdot 1,05-49}{54-49}}=0{,}7}Der Preis der binären Option wäre bei Ausübung nach dem ersten Zeitpunkt{\displaystyle C_{0}^{b}={\frac {q_{0}C_{1,\uparrow }^{b}+(1-q_{0})C_{1,\downarrow }^{b}}{1+r}}={\frac {q_{0}}{1+r}}=0{,}67}und lässt sich als Zustandpreis interpretieren. Im darauffolgenden Zeitpunkt {\displaystyle t=2} kann die Aktie nun vier Zustände erreichen. War sie zum vorigen Zeitpunkt bei 54 €, dann mag sie entweder 57 € oder 52 € wert sein. War sie hingegen 49 € wert, dann kann sie nun 52 € oder 48 € wert sein. Es lassen sich wieder die Wahrscheinlichkeiten für einen Kursanstieg berechnen. Wenn die Aktie zuvor bei 54 € stand ist die Wahrscheinlichkeit eines Kursanstieges
{\displaystyle q_{1,\uparrow }={\frac {54(1+r)-52}{57-52}}=0{,}94}Stand sie hingegen bei 49 € ist die Wahrscheinlichkeit eines Kursanstieges
{\displaystyle q_{1,\downarrow }={\frac {49(1+r)-48}{52-48}}=0{,}8625}Der Preis der binären Option bei Ausübung nach dem zweiten Zeitpunkt lässt sich induktiv berechnen, indem man zunächst den Wert der binären Option mit Startzeitpunkt {\displaystyle t=1} und Endzeitpunkt{\displaystyle t=2} für die beiden möglichen Fälle berechnet. Indem man diese beiden Preise dann entsprechende der Eintrittswahrscheinlichkeiten gewichtet und abzinst, erhält man den Preis der binären Option mit Startzeitpunkt {\displaystyle t=0} und Endzeitpunkt {\displaystyle t=2}.
{\displaystyle {\begin{array}{lll}C_{0}^{b}&={\frac {q_{0}C_{1,\uparrow }^{b}+(1-q_{0})C_{1,\downarrow }^{b}}{1+r}}\\&={\frac {q_{0}{\frac {q_{1,\uparrow }C_{2,\uparrow \uparrow }^{b}+(1-q_{1,\uparrow })C_{2,\uparrow \downarrow }^{b}}{1+r}}+(1-q_{0}){\frac {q_{1,\downarrow }C_{2,\downarrow \uparrow }^{b}+(1-q_{1,\downarrow })C_{2,\downarrow \downarrow }^{b}}{1+r}}}{1+r}}\\&={\frac {q_{0}q_{1,\uparrow }+q_{0}(1-q_{1,\uparrow })+(1-q_{0})q_{1,\downarrow }}{(1+r)^{2}}}\\&={\frac {q_{0}+(1-q_{0})q_{1,\downarrow }}{(1+r)^{2}}}\\&=0{,}8696\end{array}}}

### Duplizierung
Eine Kaufoption auf eine Aktie lässt sich mittels eines Portfolios aus {\displaystyle x} Aktien und einem Kredit (festverzinslichen Titeln) duplizieren, d. h. {\displaystyle C_{0}=xS_{0}-B_{0}}wird erfüllt. Die Option wird also als kreditfinanzierter Aktienkauf dupliziert. (Für eine Verkaufsoption wäre es unter Notationsmissbrauch ebenfalls {\displaystyle P_{0}=xS_{0}-B_{0}}). Aus der Arbitragefreiheitsbedingung folgt, dass der Wert dieses Portfolios dem heutigen Optionswert entspricht. Indem wir nach {\displaystyle B_{0}}isolieren, erhalten wir{\displaystyle B_{0}=(xS^{\uparrow \downarrow }-C^{\uparrow \downarrow })(1+r)^{-T}}(bzw. {\displaystyle B_{0}=(xS^{\uparrow \downarrow }-P^{\uparrow \downarrow })(1+r)^{-T}\ }für eine Verkaufsoption). Indem die Gleichung nach den beiden möglichen Szenarien (Kurs steigt oder Kurs fällt) aufgeschlüsselt wird, erhalten wir das Gleichungssystem aus zwei Gleichungen mit zwei Unbekannten{\displaystyle {\begin{cases}S^{\uparrow }\cdot x-(1+r)^{T}\cdot y=C^{\uparrow }\\S^{\downarrow }\cdot x-(1+r)^{T}\cdot y=C^{\downarrow }\end{cases}}}wobei {\displaystyle x} die Anzahl der Aktien je Kaufoption und {\displaystyle y=B_{0}} der Kreditumfang je Kaufoption ist. Wir isolieren {\displaystyle y} in der zweiten Gleichung und ersetzen es in der ersten Gleichung. Wenn wir die erste Gleichung nach x isolieren, erhalten wir das Verhältnis der Differenz der Kaufoptionspreise {\displaystyle C^{\uparrow }-C^{\downarrow }} ist zur Differenz der Aktienpreise {\displaystyle S^{\uparrow }-S^{\downarrow }}, also{\displaystyle x={\frac {C^{\uparrow }-C^{\downarrow }}{S^{\uparrow }-S^{\downarrow }}}=:\Delta _{C}}Dieses Verhältnis wird in der Finanzmathematik Delta genannt. Das Delta ist wichtig bei der Bewertung und Absicherung. Es ist die Sensitivität des Optionspreises auf Änderung des Aktienkurses um eine Einheit. Das Delta wird als das Verhältnis der Änderung des Optionspreises zur Änderung des zugrunde liegenden Aktienkurses definiert. Das Delta einer Verkaufsoption ist durch {\displaystyle \Delta _{P}={\frac {P^{\uparrow }-P^{\downarrow }}{S^{\uparrow }-S^{\downarrow }}}}gegeben. Das Delta einer Kaufoption ist positiv, jenes einer Verkaufsoption negativ. Bei zweistufigen Binomialbäumen wird das Delta für die beiden Zeitschritte angegeben, wobei beim zweiten Zeitschritt die Auf- und Abwärtsbewegung berücksichtigt wird. Das CRR-Modell erfüllt eine vereinfachte derivate Form der Put-Call-Parität {\displaystyle \Delta _{P}=\Delta _{C}-1\ }.

## Ausübungseigenschaften

### Prinzip der dynamischen Umschichtungsstrategie
Mit einer dynamischen Umschichtungsstrategie mit nur zwei Instrumenten ist jedes Zahlungsprofil am Erfüllungszeitpunkt erzeugbar. Über dynamische Handelsstrategien wird ein vollständiger Kapitalmarkt erzeugt.

### Abzinsung
Risikobehaftete Zahlungsströme müssen mit dem risikoadjustierten Zinssatz abgezinst werden (z. B. mit dem CAPM-Zinssatz). Jedoch ist die Risikoeigenschaft einer Option abhängig von der Höhe des Aktienkurses und der Restlaufzeit. Der risikoadjustierte Zinssatz ist {\displaystyle f(S_{t},T-t)}; die genaue Funktionsform ist unbekannt.
Aus der Vollständigkeit des Kapitalmarktes folgt, dass man im Zeitablauf in jedem Knoten lokal ein risikoloses Portfolio aus Aktie long und einer Kaufoption short erzeugen kann. Der Barwert ergibt sich hier also aus dem risikolosen Zinssatz, der hier der passende Zinssatz ist.

### Dividenden
Bei diskreten Dividenden, die proportional zum Kurs gezahlt werden, bleibt der Baum rekombinierend. Dies entspricht zwar nicht der Praxis, aber so lässt sich der zugehörige Binärbaum numerisch beherrschen. Damit kommt jedoch einher, dass der Optionswert von der Ausübungsstrategie abhängt.